# NGC 1780
NGC 1780 este o galaxie lenticulară situată în constelația Iepurele. A fost descoperită în 1886 de către Ormond Stone⁠(d). Se află la o distanță de 65,06 de megaparseci de Pământ.